# گریگور پزدیکیان
گریگور پزدیکیان (انگلیسی: Kirkor Bezdikyan) معمار و سیاستمدار ارمنی‌تبار اهل عثمانی که از تاریخ ۱۸۷۷ تا تاریخ ۱۸۷۹ سمت شهردار آدانا را برعهده داشت وی پیشتر از تاریخ ۱۸ مارس ۱۸۷۷ تا تاریخ ۲۸ ژوئن ۱۸۷۷ سمت نمایندگی آدانا برای مجلس نمایندگان عثمانی را برعهده داشت. 

## یادداشت
1. ↑  Gözlüklü Süleyman Efendi
2. ↑  Sinyor Artin